# 서용길
서용길(徐容吉, 1912년 아산 ~ 1992년)은 대한민국의 정치인이다.

## 약력
- 연희전문 문과를 졸업하였다.
- 서울대학교 상과대학 강사, 성균관대학교 교수를 역임하였다.
- 1948년 5월 10일 : 제헌 국회의원(충남 아산)
- 초대 국회의원 재임시, 국회 내의 반민특위 조사위원으로 선임되었다.[1]

## 역대 선거 결과
|  | 26.98% |

|  | 6.90% |

|  | 17.08% |

|  | 11.17% |

|  | 2.72% |

## 참고자료
- 《대한민국 의정총람》, 국회의원총람발간위원회, 1994년
- 서용길 - 대한민국헌정회